# 今里悟之
今里 悟之（いまざと さとし、1970年（昭和45年） - ）は、日本の地理学者。名古屋大学大学院環境学研究科教授。博士（文学）。専門は、文化地理学、社会地理学、生活空間論。大阪府出身。

## 略歴
1970年、大阪府出身。1994年、金沢大学卒業。2000年、京都大学大学院文学研究科中退、日本学術振興会特別研究員、大阪大学助手。2002年、京都大学大学院修了。「村落空間の文化・社会地理学的研究」で博士（文学）。2002年、大阪教育大学講師、後に准教授。九州大学准教授を経て、2022年度より名古屋大学大学院環境学研究科社会環境学専攻地理学教授。

## 著書
- 『農山漁村の〈空間分類〉 景観の秩序を読む』京都大学学術出版会、2006
- 『長崎平戸の宗教地誌: キリシタン・カトリック・在来信仰』九州大学出版会、2024

## 賞歴
- 2005年 - 日本地理学会賞奨励賞[2]
- 2006年 - 日本村落研究学会研究奨励賞[2]
- 2007年 - 人文地理学会学会賞（学術著作部門）[2]
- 2010年 - 日本国際地図学会特別賞（共同受賞）[2]